# Mayerling (film, 1968)
Mayerling este un film romantic, o coproducție franco-britanică, produs în 1968. El este transpunerea pe ecran a tragediei petrecute în castelul Mayerling. Distribuția filmului cuprinde actori ca  Omar Sharif, Catherine Deneuve, James Mason, Ava Gardner, Geneviève Page, James Robertson Justice și Andrea Parisy. Scenariul filmului a fost scris de Terence Young. Filmul a fost realizat de Les Films Corona și Winchester și distribuit de MGM.
Acțiunea filmului s-a bazat pe romanele Mayerling de Claude Anet și L'Archiduc de Michel Arnold. Filmul, regizat de Terence Young, care s-a ocupat cu viața și întâmplările reale de la Mayerling. Deși filmul nu este complet documentat istoric, el a fost acceptat de public, probabil în parte și din cauza seturilor sale generoase și a costumelor vremii. Tema muzicală principală a filmului preia celebrul Adagio din baletul Spartacus de Haciaturian.